# واين بلير (مخرج)
واين بلير (مواليد 28 نوفمبر 1971)، هو كاتب ومُمثل ومُخرج أسترالي. وُلِد في تاري الأسترالية. هو من السكان الأصليين الأستراليين.

## من أعماله
- سبتمبر شيراز (فيلم)